# 양동 (수)
수 공황제 황태주 양동(隋 恭皇帝 皇泰主 楊侗, 604년 ~ 619년 7월)은 중국 수나라의 제4대 황제(재위: 618년 6월 22일 ~ 619년 5월 23일)이다. 양제의 손자이자 원덕태자(元德太子) 양소(楊昭)의 둘째 아들이다. 시호는 공제(恭帝)이다. 애황제(哀皇帝) 혹은 애제(哀帝)라고 불리기도 한다.
수나라의 마지막 황제로 보는 견해도 있으나 비정통 황제로 보는 견해도 있다.
연호는 황태(皇泰)를 사용했다.
618년 4월 11일 양제의 죽음을 알게되어 낙양에 있던 월왕 양동은 왕세충에 의해 같은 해 6월 22일에 황제가 되었으나 619년 5월 23일 왕세충에게 찬탈되고 만다. 그리고 그 해 7월 왕세충이 보낸 자객에게 살해당했다.

## 연호
1. 황태(皇泰, 618년 ~ 619년)

| 전임 양제 양광 공제 양유 (비정통) 진왕 양호 | 제4대 수나라 황제 618년 ~ 619년 | 후임 수 멸망 |